# 2050 (minialbum)
2050 – minialbum studyjny polskiego rapera Pei, wydanego pod szyldem Peja/Slums Attack oraz wrocławskiego producenta Magiery. Album ukazał się 27 marca 2020 roku nakładem wytwórni RPS Enterteyment.
Płyta zadebiutowała na 1. miejscu zestawienia listy OLiS.

## Lista utworów
1. „Taran” – 3:04
2. „SLU 2020” – 4:11
3. „Reakcja łańcuchowa” – 4:31
4. „Nowa autobiografia” (scratche: DJ Rink) – 4:55
5. „Smog” – 3:56
6. „Moja gra” (scratche: DJ Gondek) – 3:17
7. „Brick Phone Rap” – 4:07